# Carinarnica, Šanghaj
Šanghajska carinarnica (poenostavljeno kitajsko: 江海关大楼; tradicionalno kitajsko: 江海關大樓; pinjin: Jiāng hǎiguān dàlóu) je osemnadstropna stavba na nabrežju Bund v Šanghaju. Zgrajena je bila leta 1927 in še danes služi kot carinarnica. Skupaj s sosednjo stavbo HSBC velja za enega od simbolov nabrežja Bund in Šanghaja.

## Zgodovina
Šanghajska carinarnica je bila prvič ustanovljena konec 17. stoletja, ko je cesar Kangši iz dinastije Čing po osvojitvi Tajvana odpravil prepoved pomorske trgovine. Da bi olajšala trgovanje vzdolž vzhodne obale Kitajske, je vlada Čing ustanovila carinarnice v štirih obalnih provincah: Džjangnan (danes razdeljena na Džjangsu in Anhui), Džedžjang, Fudžjan in Guangdong. Ime Cararnica Džjangnan je bilo skrajšano na Cararnica Džjang ali Džjang Haiguan (江海關) v kitajščini. Glavna carinarnica, ki je bila prvotno  v Lianjungangu, je bila kasneje postavljena tik pred vzhodnimi vrati obzidanega mesta Šanghaj (takrat del province Džjangnan) ob reki Huangpu.
Z razvojem čezmorske trgovine v Šanghaju je lokacija carinarnice postala vse bolj neprimerna, saj so tuji trgovci raje pristajali s svojimi ladjami dlje na morju, blizu današnjega Bunda. Guverner Šanghaja je nato na južnem koncu Bunda postavil kontrolno točko. Na nadaljnje vztrajanje britanskega konzula, da se carinarnica preseli znotraj britanske koncesije, je bila na sedanjem mestu zgrajena nova carinarnica. Ta nova hiša je znana kot Nova carinarnica, Severna carinarnica ali 'Tuja carinarnica', medtem ko je bila stara carinarnica znana kot 'Velika carinarnica'. Leta 1853 je uporniško Društvo malih mečev požgalo Veliko carinarnico. Leta 1860 je vojska revolucije Taiping požgala obnovljeno Veliko carinarnico. Odločeno je bilo, da Velika carinarnica ne bo obnovljena, temveč bo sedanja stavba postala novi sedež.
Med temi upori so britanske oblasti v mestu razglasile koncesijo za nevtralno. Nato so s silo izgnale uradnike dinastije Čing iz Severne carinarnice, ker niso mogli pobirati carine na nevtralnem ozemlju. Po uporu so bile oblasti dinastije Čing v Šanghaju prisiljene ustanoviti lastno carinsko upravo, najprej na dveh topovnjačah, parkiranih čez reko v Pudongu, nato pa na severnem bregu reke Sudžov. Vendar pa so tuje trgovske ladje ignorirale te neučinkovite carinske postaje.
Leta 1854 so Britanci s koncesijo pridobili carinska pooblastila. Velika Britanija, Francija in Združene države so nominirale po eno osebo za ustanovitev Odbora za davek tujcev, ki je deloval iz carinarnice. Nato se je vlada dinastije Čing strinjala, da imenuje Britanca za generalnega inšpektorja novo ustanovljene kitajske pomorske carinske službe. Leta 1857 je šanghajska vlada porabila 6800 taelov srebra za obnovo severne carinarnice. Leta 1863 je bil za generalnega inšpektorja imenovan sir Robert Hart, ki ga je opravljal do leta 1911. Hartov kip, ki je prvotno stal na križišču ceste Džjujiang in obale Bund, je bil leta 1927 premaknjen pred carinarnico. Med japonsko okupacijo Šanghaja je bil kip septembra 1943 odstranjen.
Nova carinarnica, obnovljena leta 1857, je bila v tradicionalnem kitajskem slogu Jamen. Pročelje je imelo monumentalni lok ali pailou (牌樓) in dva droga za zastave. Do leta 1859 je stavba zastarela. Guverner Šanghaja je nato zaprosil za sredstva za njeno obnovo. Robert Hart se je odločil za gotsko zasnovo s petnadstropnim pravokotnim stolpom z uro v središču in dvema trinadstropnima kriloma ob njem, ki obdajata štirikotnik. Zgrajena je bila leta 1891.
Ta stavba je bila leta 1925 ponovno porušena, da bi naredili prostor za sedanjo strukturo, ki sta jo zasnovala arhitekta Palmer in Turner. Nova stavba je bila dokončana 19. decembra 1927 in je stala 4,3 milijona taelov srebra, kar je dvakrat več od proračuna. V času gradnje je bila najvišja stavba na Bundu. Stavba je še danes carinarnica.
Nekaj sob se uporablja kot bivališče, odkar so se družine vselile po letu 1949. Te se nahajajo na zadnji strani stavbe.

## Opis
Sedanja carinarnica zavzema površino 5722 kvadratnih metrov in 32.680 kvadratnih metrov površine v nadstropjih. Stavba je sestavljena iz dveh delov: vzhodni del je visok osem nadstropij in je obrnjen proti reki Huangpu. Na vrhu je stolp z uro, ki je visok enajst nadstropij oziroma 90 metrov. Zahodni del je visok pet nadstropij in je obrnjen proti cesti Sečuan. Uporabljeno je bilo armiranobetonsko jedro, zunanjost pa sledi neoklasicističnemu slogu v grškem neoklasicizmu. Vzhodni del je v celoti obložen z granitom, prav tako prvi dve nadstropji zahodnega dela, zgornja tri nadstropja pa so obložena z rjavo opeko. Glavni vhod ima štiri dorske stebre. Nad prvim in drugim nadstropjem so napušči, večji pa nad šestim nadstropjem. Veliki kamniti stebri prodirajo od tretjega do šestega nadstropja.
Znotraj glavnega vhoda je glavna dvorana, v kateri so marmorni stebri okrašeni z zlatimi lističi. V središču je osmerokotna kupola z mozaiki na osmih straneh.
Najbolj opazna značilnost Carinarnice je urni stolp in ura. Urni stolp ponuja razgled na celoten Bund in središče mesta Šanghaj. Ima štiri številčnice, vsaka sestavljena iz več kot 100 kosov stekla, velikosti med 0,3 in 1 metrom. Premer vsake številčnice je 5,3 metra, z 72 avtomatskimi svetilkami. Mehanizmi ure in zvona so zgrajeni po zasnovi Big Bena v Westminstrski palači. Pet zvonov (največji 6 ton) je ulilo podjetje John Taylor Bellfounders, urni mehanizem pa je izdelalo podjetje JB Joyce & Co v Angliji, preden so jih leta 1927 poslali v Šanghaj. Ostaja največja mehanska ura v Aziji. Med kulturno revolucijo so uro spremenili v Vzhod je rdeč. Tradicionalna melodija (Westminster Quarters) je bila obnovljena oktobra 1986, ko je kraljica Elizabeta II. Britanska obiskala Šanghaj. Leta 1997 pa je mestna podružnica komunistične partije na predvečer prenosa suverenosti nad Hongkongom ukazala, naj se glasba ustavi, tako da je ostala le ura. Leta 2003 je bila melodija ponovno spremenjena v Vzhod je rdeč. Mehanizmi ure te melodije dejansko ne morejo predvajati: predvajana glasba je pravzaprav posnetek, ki se predvaja prek zvočnikov, vendar so jo prej predvajali zvonovi. Od oktobra 2018 zvonovi ne predvajajo več tonov.